# Okres Golub-Dobrzyń
Okres Golub-Dobrzyń (polsky Powiat golubsko-dobrzyński) je okres v polském Kujavsko-pomořském vojvodství. Rozlohu má 613 km² a v roce 2020 zde žilo 44 855 obyvatel. Sídlem správy okresu je město Golub-Dobrzyń.

## Gminy
Městská:
- Golub-Dobrzyń

Městsko-vesnická:
- Kowalewo Pomorskie

Vesnické:
- Ciechocin
- Golub-Dobrzyń
- Radomin
- Zbójno

## Města
- Golub-Dobrzyń
- Kowalewo Pomorskie

## Sousední okresy
| Růžice kompasu | Toruň, Wąbrzeźno | Wąbrzeźno           | Brodnica | Růžice kompasu |
| Růžice kompasu | Toruň            | Sever               | Rypin    | Růžice kompasu |
| Růžice kompasu | Toruň            | Okres Golub-Dobrzyń | Rypin    | Růžice kompasu |
| Růžice kompasu | Toruň            | Jih                 | Rypin    | Růžice kompasu |
| Růžice kompasu | Toruň            | Lipno, Toruň        | Lipno    | Růžice kompasu |